# Uchoa (ort)
Uchoa är en ort i Brasilien.   Den ligger i kommunen Uchoa och delstaten São Paulo, i den sydöstra delen av landet, 600 km söder om huvudstaden Brasília. Uchoa ligger 499 meter över havet och antalet invånare är 9 471.
Terrängen runt Uchoa är platt. Närmaste större samhälle är Guapiaçu, 18,1 km norr om Uchoa.
Omgivningarna runt Uchoa är en mosaik av jordbruksmark och naturlig växtlighet. Runt Uchoa är det ganska glesbefolkat, med 32 invånare per kvadratkilometer.